# Beaver Meadows Visitor Center
Le Beaver Meadows Visitor Center – ou Rocky Mountain National Park Administration Building – est un office de tourisme américain situé dans le parc national de Rocky Mountain, au Colorado. Cette réalisation de la Mission 66 est une propriété contributrice au district historique de Rocky Mountain National Park Utility Area depuis le 18 mars 1982. Elle est surtout inscrite au Registre national des lieux historiques et classée National Historic Landmark depuis le 3 janvier 2001.
Près de l'entrée se trouve une plaque Mather.